# Музей на македонската борба (Костур)
 Тази статия е за музея в Костур.  За други едноименни музеи, вижте Музей на македонската борба.  
Музеят на македонската борба (на гръцки: Μουσείο Μακεδονικού Αγώνα) в Костур, Гърция е посветен на революционните борби на гърците в областта Македония от периода на Османското владичество до присъединяването на Егейска Македония към Гърция след Междусъюзническата война.
Музеят отваря врати на 23 май 2010 година и се помещава в къщата на гръцкия революционер Анастасиос Пихеон, построена в ΧΙΧ век на централния площад на махалата Долца и класифицирана от Министерството на културата и туризма на Република Гърция като паметник с голяма историческа стойност. Музеят се управлява от организацията „Приятели на Музея на Македонската борба“.